# 伊藤雅博
伊藤 雅博（いとう まさひろ）は、日本の実業家。元岡三投資顧問株式会社（現・岡三アセットマネジメント株式会社）代表取締役社長。京都府出身。

## 来歴
1969年大阪経済大学経済学部卒業。岡三証券入社。1996年岡三証券取締役を経て、2003年6月岡三投資顧問株式会社代表取締役就任。
2010年4月1日 岡三アセットマネジメント株式会社理事就任。その後、岡三証券監査役、常務監査役を経て2014年06月26日退任。